# Mycoaciella badia
Mycoaciella badia är en svampart som först beskrevs av Narcisse Theophile Patouillard, och fick sitt nu gällande namn av Hjortstam & Ryvarden 2004. Mycoaciella badia ingår i släktet Mycoaciella och familjen Meruliaceae.   Inga underarter finns listade i Catalogue of Life.